# Daniel Moussiaux
Daniel (Danny) Moussiaux (17 september 1945) is een Belgisch voormalig hockeyer.

## Levensloop
Moussiaux was actief bij La Rasante.
Daarnaast maakte hij deel uit van het Belgisch hockeyteam, waarmee hij onder meer deelnam aan de Olympische Zomerspelen van 1964.